# Journal du jeudi
Le Journal du jeudi est un hebdomadaire satirique burkinabè créé en août 1991, cofondé par Damien Glez et Boubakar Diallo.